# Marie Bourbonská (1606–1692)
Marie Bourbonská (3. května 1606, Paříž – 3. června 1692, Paříž) byla manželka Tomáše Františka Savojského, knížete z Carignana, a tedy sňatkem savojská princezna. Po smrti svého bratra v roce 1641 se stala vládnoucí hraběnkou ze Soissons.

## Život
Marie se narodila v Hôtel de Soissons v Paříži jako druhá dcera Karla, hraběte ze Soissons a jeho manželky Anne de Montafié. U dvora krále Ludvíka XIII., který byl jejím vzdáleným bratrancem, užívala titul princezna královské krve. Byla sestrou Louise Bourbon, vévodkyně z Longueville.
6. ledna 1625 se Marie ve věku osmnácti let provdala za o deset let staršího Tomáše Františka, devátého potomka vévody Karla Emanuela I. Savojského a jeho manželky Kateřiny Michaely Španělské. Bylo dohodnuto, že Tomáš, jako syn vládnoucího monarchy, bude mít u francouzského dvora první místo mezi zahraničními knížaty – měl tak přednost před dříve všemocným rodem Guisů, jehož příbuznost s lotrinským vévodou byla vzdálenější. Byl jmenován francouzským velmistrem královy domácnosti, krátce nahradil zrádného Ludvíka II., knížete z Condé. Jako vychovatele svých dětí najal významného gramatika a dvořana Clauda Favre de Vaugelas.
Po smrti svého staršího bratra Ludvíka (6. července 1641) byla Marie jmenována jeho dědičkou a stala se suo jure hraběnkou ze Soisssons. S manželem žila v rodné Francii a sídlila v Hôtelu de Soissons, kde se narodila. V Paříži nechala postavit Château de Bagnolet; po její smrti budovu získala ferme générale François Le Juge. V roce 1719 se stavba stala majetkem Františky Marie Bourbonské. Marie a její dcera pomohly povýšit známého generála Evžena Savojského. Marie zemřela 3. června 1692 ve věku 86 v Paříži.

## Potomci
Za třicet let manželství Marie porodila sedm dětí, z nichž se čtyři dožily dospělostiː
- Princezna Kristýna Šarlota Savojská (*/† 1626)
- Princezna Luisa Savojská (1. srpna 1627 – 7. července 1689), ⚭ 1653 Ferdinand Maxmilián, dědičný kníže z Bádenu-Bádenu (23. září 1625 – 4. listopadu 1669)
- Emanuel Filibert, kníže z Carignana (20. srpna 1628 – 23. dubna 1709) ⚭ 1684 Marie Angelika Kateřina d'Este (1. března 1656 – 16. července 1722)
- Princ Amadeus Savojský (*/† 1629)
- Josef Emanuel, hrabě ze Soissons (1631–1656)
- Evžen Mořic, hrabě ze Soissons (2. března 1635 – 6. června 1673), generál ⚭ 1657 Olympie Manciniová (11. července 1638 – 9. října 1708)
- Princ Ferdinand Savojský (*/† 1637)